# N. Bartolazzo
N. Bartolazzo war ein uruguayischer Fußballspieler.

## Verein
Bartolazzo, dessen Vorname in den Quellen der RSSSF lediglich mit einem abgekürzten N angegeben wird, war auf Vereinsebene mindestens im Jahre 1917 für den River Plate Football Club aktiv. Sein Verein belegte in jenem Jahr den fünften Tabellenplatz in der Primera División.
Ob es sich bei Bartolazzo um denselben Spieler handelt, der im Jahr zuvor noch bei Peñarol unter Vertrag stand, bedarf der Klärung. Der bei den Aurinegros geführte Spieler gleichen Nachnamens war dort mit dem Vornamen Antonio verzeichnet.

## Nationalmannschaft
Bartolazzo war auch Mitglied der uruguayischen A-Nationalmannschaft. Er nahm mit der Nationalelf an der Südamerikameisterschaft 1917 teil, bei der Uruguay den Titel gewann. Im Verlaufe des Turniers kam er jedoch nicht zum Einsatz.

## Erfolge
- Südamerikameister: 1917